# آنگلیکا کراوس
آنگلیکا کراوس (آلمانی: Angelika Kraus؛ زادهٔ ۹ مهٔ ۱۹۵۰) شناگر اهل آلمان بود.